# Halli Aston
Halli Aston, född 24 januari 1977, är en porrskådespelerska från Fountain Valley, Kalifornien, USA. Hon har deltagit i över 30 porrfilmer.

## Awards
- 1999 AVN Award winner – Best Group Sex Scene, Video – Tushy Heaven[1]
- 2001 AVN Award nominee – Best Couples Sex Scene, Film – The Cult[2]